# Mijaela Tesleoanu
Mijaela Tesleoanu (n. 20 martie 1942, București, România – d. 17 august 2011, La Habana, Havana Province⁠(d), Cuba) a fost o  dansatoare română, profesoară de balet clasic și maestră de balet, care a trăit și a lucrat în Cuba.

## Primi ani
Mijaela Tesleoanu s-a născut la București în 1942. A studiat la Universitatea Națională de Muzică din București, apoi s-a angajat la Opera Națională Română. S-a căsătorit cu baritonul cubanez Ramón Calzadilla⁠(es)[traduceți], în 1963, în timp ce el avea o bursă de studii în România.

## Cariera
După plecarea în Cuba, în 1963, l-a întâlnit pe dansatorul Fernando Alonso⁠(d) și a devenit membră a Baletului Național Cubanez⁠(d) (Ballet Nacional de Cuba; BNC). Ca membru al corpului de balet⁠(d), ea a dansat în balete clasice din secolul al XIX-lea, precum și în piese contemporane. În 1963, Tesleoanu a jucat în filmul Giselle, regizat de Enrique Pineda Barnet și produs de Institutul Cubanez del Arte e Industria Cinematográficos.
După retragerea de pe scenă în 1987, Tesleoanu a lucrat ca profesoară de balet nu numai în Havana, dar și cu diferite companii și universități din America Latină, cum ar fi Universitatea de Santiago de Chile, Universitatea Autonomă din Chihuahua, Balet Clásico de Hermosillo, Balet de Cámara de Jalisco, Baletul Contemporan din Caracas și Baletul Național din Guatemala. A primit o diplomă în balet în 1994 din partea Institutului Superior de Artă Cubanez.
În 2008, s-a anunțat că Tesleoanu a fost unul din cei doar doi non-cubanezi de pe statul de plată al BNC; ea a primit  Medalia de Merit a companiei în anul 2010. De asemenea, a primit o distincție  din partea Ministerului Cubanez al Culturii, la Premiile pentru Cultura Națională din 2007. A murit la Havana, în 2011.

## Legături externe
- Mijaela Tesleoanu, bailarina y maestra del ballet clásico, elpais.com